# William McKenzie (Segler)
William McKenzie (* 19. Februar 1997 in Auckland) ist ein neuseeländischer Segler.

## Erfolge
William McKenzie wurde in seiner Zeit bei den Junioren 2015 Dritter bei der Weltmeisterschaft in der Bootsklasse Sirena SL16, einem Zwei-Mann-Katamaran. Seit 2016 segelt er in der 49er Jolle, in der er 2019 mit Isaac McHardie einen Juniorenweltmeistertitel errang. Bei den Erwachsenen verpasste er 2022 und 2023 als Vierter jeweils knapp einen Medaillengewinn bei Weltmeisterschaften. 2023 belegte McKenzie mit McHardie bei den offenen Europameisterschaften den dritten Platz. Die Europameisterschaften 2024 schlossen sie auf Rang vier ab.
Bei den Olympischen Spielen 2024 in Paris gingen McKenzie und McHardie ebenfalls gemeinsam an den Start. Sie belegten in der Regatta in vier der ersten zwölf Wettfahrten den ersten Platz und gingen mit 76 Punkten als Dritte ins abschließende Medal Race. Dieses beendeten sie auf dem dritten Platz, womit sie mit 82 Punkten auf den zweiten Platz vorrückten und die Silbermedaille gewannen. Olympiasieger wurden die Spanier Diego Botín und Florián Trittel, die als Gesamtführende auch das Medal Race gewonnen hatten und die Regatta mit 70 Punkten abschlossen. Dritte wurden die US-Amerikaner Ian Barrows und Hans Henken mit 88 Punkten.